# Sinusoidi epatici
I sinusoidi epatici sono capillari sanguiferi, a parete sottile, lume ampio e irregolare ed endotelio fenestrato e tortuoso, situati nel fegato.

## Decorso
Convogliano il sangue dalle diramazioni dell'arteria epatica e della vena porta, collocate alla periferia del lobulo epatico, verso la vena centrolobulare disposta sull'asse lobulare.
Nei sinusoidi scorre sangue misto, cioè sia arterioso proveniente dall'arteria epatica, sia venoso, proveniente dai rami portali. Quest'ultimo è ricco di metaboliti assorbiti a livello intestinale. Nel microcircolo epatico si realizza così una rete mirabile venosa in cui i sinusoidi sono interposti tra un letto venoso di afflusso, quello portale, e un letto venoso di deflusso, quello delle vene epatiche.

## Anatomia microscopica
La loro parete è essenzialmente costituita da cellule endoteliali appiattite che sporgono nel lume con la porzione cellulare che contiene il nucleo. La parete sinusoidale è discontinua per la presenza di pori e fenestrature.
I pori (di diametro inferiore a 0,2 micron) possono presentarsi isolati o, più raramente, in gruppi con disposizione simile a setacci. Le fenestrature, la cui presenza e ampiezza è ancora discussa, potrebbero raggiungere un diametro superiore anche ad un micron. I margini delle cellule endoteliali possono talora apparire embricati, soprattutto nelle aree dove si rinvengono le aperture più grandi. Nel citoplasma delle cellule endoteliali si trovano rari mitocondri, un piccolo complesso del Golgi, e un certo numero di membrane del reticolo endoplasmatico liscio e granulare. La superficie endoteliale rivolta verso il lume presenta inoltre piccole vescicole pinocitiche (caveolae corticales) e pochi corti microvilli. La parete endoteliale inoltre appare interrotta spesso da sottili prolungamenti citoplasmatici tipo ameboide che sporgono nel lume sinusoidale. Tali prolungamenti possono essere o in contatto con le cellule endoteliali o localizzati nello spazio sotto-endoteliale o ancora variamente in rapporto con la parete endoteliale.
Oltre alle cellule endoteliali, nella parete dei sinusoidi si trovano due tipo di cellule caratteristiche:
- Le cellule di Kupffer sono macrofagi fissi con citoplasma ricco di lisosomi (avendo una posizione intraluminale, le cellule di Kupffer non solo fagocitano residui cellulari e macromolecole circolanti nel sangue, ma contribuiscono anche alla regolazione del flusso sanguigno entro i capillari stessi).
- Le Cellule di Ito o fat storing cells, sono cellule più piccole, di forma triangolare in posizione subendoteliale, con poco citoplasma ricco di lipidi e vitamina A. Sono implicate nel metabolismo della vitamina A e in grado di sintetizzare collagene in condizioni patologiche.

## Funzione
Fenestrature e discontinuità, pertanto, impediscono il passaggio degli elementi corpuscolati del sangue, ma consentono al plasma di uscire dal lume vascolare. Il plasma raggiunge lo spazio esistente tra il sinusoide e l'epatocito (spazio perisinusoidale di Disse) in cui aggettano i microvilli dell'epatocito. L'epatocito può assumere dal plasma le sostanze necessarie alle proprie attività e, nel frattempo, secernere le sostanze da esso elaborate. Tali caratteristiche, unitamente alla virtuale assenza della membrana basale nell'endotelio sinusoidale, garantiscono, pertanto, la possibilità di un intimo e ampio scambio fra il plasma e le superfici vascolari degli epatociti, che possono in questo modo assorbire e secernere sostanze direttamente da e nel flusso sanguigno.